# Virgilio Martínez
Virgilio Martínez (Lima, 31 de agosto de 1977) es un chef y empresario peruano y uno de los representantes de la nueva generación de chefs peruanos impulsando la difusión de la gastronomía peruana. Es conocido por el uso de ingredientes peruanos en su estilo que él define como "cocina de mercado" o "cocina de autor". Según la revista Marie Claire, él es "la nueva estrella del firmamento gastro limeño", y "un nuevo rey en el país del ceviche", según La Tercera de Chile. En el año 2017, su restaurante Central se ubicó en el número 5 de los Cincuenta Mejores Restaurantes del Mundo por Restaurant Magazine, y en el número 1 de Latinoamérica. En 2017 también fue reconocido "con el premio Chefs' Choice, un galardón que es decidido según el voto de los propios cocineros de todo el mundo".
De acuerdo a un estudio sobre innovación en la gastronomía peruana del Banco Interamericano de Desarrollo (2022), Virgilio Martínez tuvo la idea conceptual de combinar ingredientes en un mismo plato de la manera que se encuentran reunidos en el ecosistema.

## Eventos internacionales
Ha participado en varios eventos internacionales como:
- Mesamérica (México, D.F.)[8]
- Peixe em Lisboa (Lisboa, Portugal)[9]
- Melbourne Food & Wine Festival (Melbourne, Australia)[10]
- Identità Golose (Milán, Italia)[11]
- Festival Cultura e Gastronomía Tiradentes (Minas Gerais, Brasil)[12]
- Festa a Vico (Vico Equense, Italia)[13]
- Ñam Santiago (Santiago de Chile)[14]
- Savour (Singapur)[15]
- Gulfood (Dubái, Emiratos Árabes Unidos)[16]
- Paris des Chefs (Paris, Francia)[17][18]
- Mistura (Lima, Perú)[19]
- Sabores de Perú (Londres, Inglaterra)[20][21]

## Proyectos
Actualmente es dueño y chef de Central Restaurante, ubicado en el Distrito de Barranco (Lima). En junio de 2012, inauguró Senzo, su restaurante y proyecto con Orient-Express Hotels Ltd., ubicado en el hotel Palacio Nazarenas en la ciudad de Cuzco, Perú. En julio del mismo año inauguró en Londres su restaurante, LIMA, en el distrito de Fitzrovia. En 2013 fundó Mater Iniciativa, "un proyecto para compartir información asociada a los productos peruanos desde una perspectiva multidisciplinaria." En junio del 2014 inauguró un segundo restaurante en Londres, Lima Floral, y en marzo de 2017 el tercer restaurante Lima se inauguró en Dubái en Citywalk Phase 2.